# Slag om Koan
De Slag om Koan of Baai van Hakata (augustus 1281) was na een eerste poging in 1274 de tweede van de Mongoolse invasies van Japan, pogingen van de Yuan-dynastie om de Japanse eilanden in te lijven bij het Mongoolse rijk. Een tyfoon vernietigde de Mongoolse vloot praktisch volledig.

## Vooraf
De Yuan-dynastie begon over China te heersen na de inname van Beijing door Mongoolse krijgers in 1215. Kublai Khan zat van 1260 tot aan zijn dood in 1294 op de Chinese troon wou na het veroveren van grote delen van Eurazië ook Japan annexeren. Nadat pogingen om de Japanners via diplomatieke weg (1268 en 1273) te onderwerpen mislukten, verkoos Kublai Khan een andere aanpak. In 1274 dwong hij, door het inzetten van 25.000 Mongoolse krijgers, 15.000 Koreaanse boeren onder de wapens en moesten ze 900 schepen ter beschikking stellen om zijn leger naar het meest westelijke van de grote Japanse eilanden, Kyushu, te vervoeren. In november landden de Mongolen op Kyushu maar boven op de Japanse tegenstand stak er een storm op die een groot deel van de vloot vernietigde. Met een dodentol van ongeveer 13.000 soldaten was deze poging dan ook onmiddellijk voorbij. Na het mislukken van twee diplomatieke missies, waarbij de Japanners telkens de vijf gezanten onthoofdden, beval Kublai Khan in 1281 de bouw van een nog grotere vloot voor een grotere, tweede expeditie.

## De Invasie
Voor deze onderneming verzamelde Kublai Khan niet alleen Korea maar ook duizenden Chinezen uit het zuiden werden ingelijfd. De vloot bestond uit twee delen: de Noordelijke en de Zuidelijke vloot. 
De Noordelijke vloot bestond uit circa 70.000 soldaten en zo'n 1700 schepen. Dit deel van de vloot voer in de lente van 1281 uit en meerde aan in het noorden van Kyushu in juni van dat jaar. Waarheen de troepen zich bewogen tussen juni en augustus is niet duidelijk. Blijkbaar dacht men de Japanse kustverdediging, dewelke waren uitgebreid na de invasie van 1274, beter te kunnen aanvallen via land dan over zee. 
De Zuidelijke vloot was op het moment dat de Noordelijke uitvoer nog niet klaar. Ze bestond uit circa 100.000 soldaten en 3.000 schepen maar het duurde tot augustus vooraleer zij de Japanse kust bereikten. Het middelpunt van de Japanse verdedigingslinie was het kuststadje in de baai van Hakata langs de noordkust van Kyushu. De Japanners hielden er door de sterkte van de verdedigingslinie het Mongoolse leger tot half augustus tegen. De Japanners drongen af en toe door tot de gecombineerde vloot en brachten zo enkele schepen tot zinken. De oorlog zat in een impasse. In de nacht van 14 op 15 augustus brak een tyfoon uit die zo krachtig was dat de Mongoolse vloot de baai werd ingeblazen. De Zuidelijke vloot verloor bijna al haar 100.000 manschappen terwijl de Noordelijke vloot werd herleid tot een troepenmacht van ongeveer 30.000 soldaten wat te weinig was voor de verdere campagne.

## Gevolgen
Ondanks twee rampzalige expedities gaf Kublai Khan het bevel tot de bouw van een derde vloot. Een opstand in 1286 deed hem echter (voorlopig) afzien van deze plannen. Zijn opvolger Temür Khan maakte snel een einde aan de bouw en de annexatieplannen van zijn voorganger. Tot aan de 19de eeuw werd er geen poging meer ondernomen om Japan te onderwerpen.